# Adam Kołaczkowski
Adam Kołaczkowski herbu Abdank (zm. 25 stycznia 1762 roku) – podkomorzy kaliski w latach 1735–1762, podstoli poznański w latach 1734–1735.
Poseł województwa poznańskiego na sejm zwyczajny pacyfikacyjny 1735 roku. W 1735 roku jako marszałek województwa poznańskiego i kaliskiego podpisał uchwałę Rady Generalnej konfederacji warszawskiej.